# أمين (فلم)
أمين (بالفرنسية: Amin) هو فيلم دراما فرنسي صدر سنة 2018 من إخراج فيليب فوكون. تم اختيار الفيلم للظهور في «أسبوعي المخرجين» في مهرجان كان السينمائي نسخة 2018.

## قصّة الفيلم
يعيشُ أمين في قرية في فرنسا لكنهُ يتنقل بينها وبين السنغال؛ هناكَ حيثُ ترك أسرته الفقيرة ويُحاول جمع المال في فرنسا من أجل توفير لوازم أسرته. يلتقي أمين يومًا ما بآنسة تعملُ كنادلة ومن ثمّ تتغيرُ حياته بشكل كلّي.

## طاقم التمثيل
- وداد إلما
- إيمانويلي ديفوس
- لبنى أبيضار
- جلال قريوة

## روابط خارجية
- مقالات تستعمل روابط فنية بلا صلة مع ويكي بيانات